# HD 217943
HD 217943 — звезда в созвездии Цефея. Находится на расстоянии 1662 световых года (510 парсек) от Земли. Относится к звёздам главной последовательности спектрального класса B.

## Характеристики
HD 217943 представляет собой звезду спектрального класса B2V. HD 217943 не видна невооружённым глазом, поскольку имеет видимую звёздную величину +6.73. Температура HD 217943 составляет 17379 кельвинов.